# Crecente
Crecente ist eine galicische Gemeinde in der Provinz Pontevedra im Nordwesten Spaniens mit 1.938 Einwohnern (Stand: 2024). 

## Lage
Sie ist eine der südlichsten Gemeinden der Provinz Pontevedra und grenzt an Arbo, La Cañiza, die Provinz Ourense und Portugal.

## Bevölkerungsentwicklung der Gemeinde
Legende: Creciente___Crecente

## Gemeindegliederung
Die Gemeinde Crecente ist in elf Parroquias gegliedert:
| Parroquias  | Patrozinium  | Einwohner 2024 | Fläche km² | Dichte Einw./km² | Höhe msnm | Ortskennzahl |
| ----------- | ------------ | -------------- | ---------- | ---------------- | --------- | ------------ |
| Albeos      | San Xoán     | 399            | 6,10       | 65               | 140       | 36014010000  |
| A Ameixeira | San Bernabeu | 97             | 7,15       | 14               | 553       | 36014020000  |
| Angudes     | San Xoán     | 56             | 3,40       | 16               | 363       | 36014030000  |
| Crecente    | San Pedro    | 435            | 4,63       | 94               | 217       | 36014040000  |
| Filgueira   | San Pedro    | 144            | 14,37      | 10               | 261       | 36014050000  |
| O Freixo    | San Roque    | 55             | 3,29       | 17               | 200       | 36014060000  |
| Quintela    | San Caetano  | 168            | 2,09       | 80               | 113       | 36014070000  |
| Rebordechán | Santa María  | 100            | 6,17       | 16               | 219       | 36014080000  |
| Ribeira     | Santa Mariña | 270            | 2,82       | 96               | 118       | 36014090000  |
| Sendelle    | Santa Cruz   | 55             | 2,97       | 19               | 165       | 36014100000  |
| Vilar       | San Xorxe    | 199            | 4,53       | 44               | 286       | 36014110000  |

## Wirtschaft
| Ackerbau, Viehzucht und Fischerei                                                  | 027 | 04,80  |
| Industrie                                                                          | 087 | 015,48 |
| Bauwirtschaft                                                                      | 056 | 09,96  |
| Dienstleistungsbetriebe                                                            | 392 | 069,75 |
| Total                                                                              | 562 | 100,00 |
| * Daten aus dem Statistischen Amt für Wirtschaftliche Entwicklung in Galicien, IGE |     |        |